# Casey Townsend
Casey Townsend (Traverse City, 7 juli 1989) is een Amerikaans voetballer die bij voorkeur als aanvaller speelt. Hij verruilde in 2015 Tampa Bay Rowdies voor Oklahoma City Energy.

## Clubcarrière
Townsend werd als vijfde gekozen door Chivas USA in de MLS SuperDraft 2012. Hij maakte zijn debuut op 11 maart 2012 tegen Houston Dynamo. Op 25 januari 2013 werd hij naar DC United gestuurd. Hij werd op 19 maart 2013 uitgeleend aan de Richmond Kickers. Townsend maakte indruk bij Richmond en werd op 21 april terug geroepen naar DC United. Uiteindelijk maakte hij op 11 mei 2013 tegen FC Dallas zijn debuut voor DC United. Op 11 maart 2014 tekende hij bij Tampa Bay Rowdies uit de North American Soccer League. Na zestien wedstrijden en drie doelpunten bij de Rowdies tekende hij op 12 januari 2015 bij Oklahoma City Energy uit de USL Pro.